# Route 595 (Nouveau-Brunswick)
Pour les articles homonymes, voir Route 595.
La route 595 est une route locale du Nouveau-Brunswick située dans l'ouest de la province, entre Nackawic et Woodstock. Elle mesure 21 kilomètres, et traverse une région plutôt vallonneuse et boisée. De plus, elle est pavée sur toute sa longueur.

## Tracé
La 595 débute dans la petite communauté de Hartin Corner, sur la route 585, reliant Woodstock à Cloverdale. Elle commence par traverser Bull Lake, puis possède de nombreuses courbes serrées jusqu'à Central Waterville, où elle suit le ruisseau Nackawic. Elle se termine à Pinder, sur la route 605, 5 kilomètres au nord de Nackawic. 

## Intersections principales
| route 595         |                 |    |                                    |                           |
| Comté             | Location        | km | Intersection/Destinations          | Notes                     |
| Comté de Carleton | Hartin Corner   | 0  | R-585, Woodstock, Cloverdale       | extrémité ouest de la 595 |
| Comté d'York      | Temperance Vale | 17 | chemin Nortondale nord, Nortondale |                           |
| Comté d'York      | Pinder          | 21 | R-605, Nackawic, Millville         | extrémité est de la 595   |